# تسمه

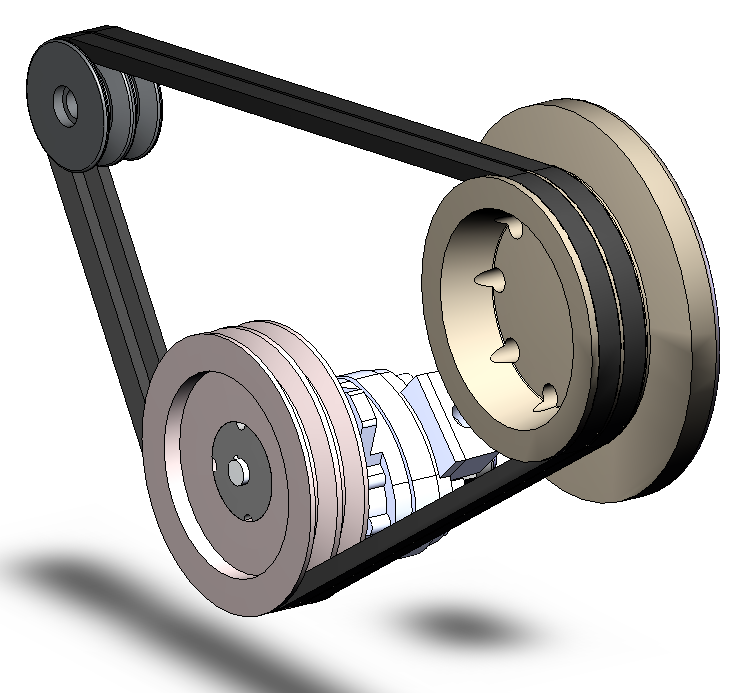
یک جفت تسمهٔ وی (V-belt). این تسمه‌ها دارای مقطع ذوزنقه‌ای هستند

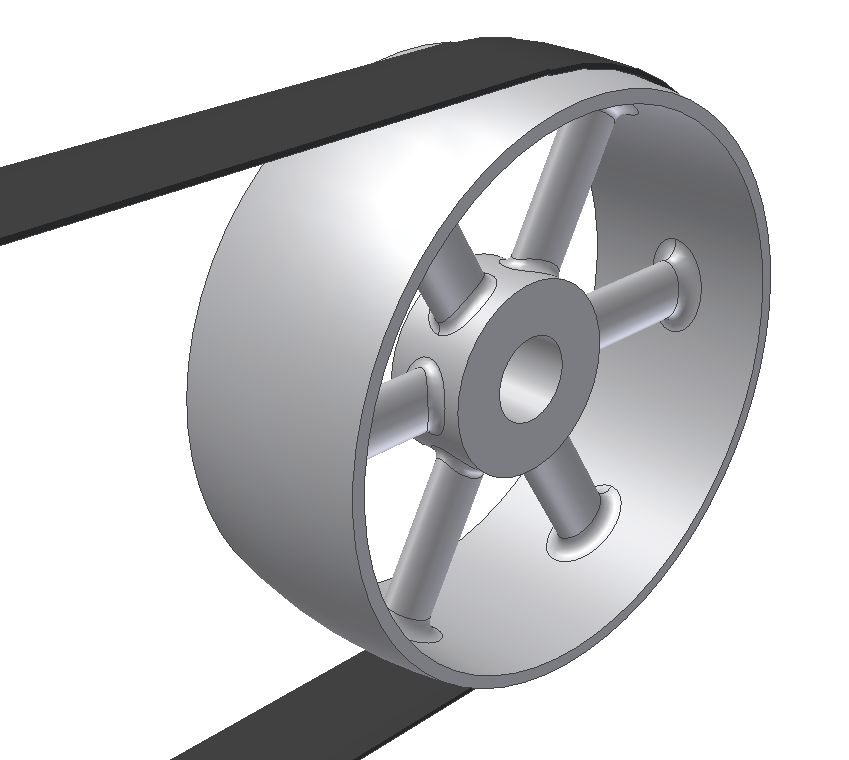
تسمهٔ تخت

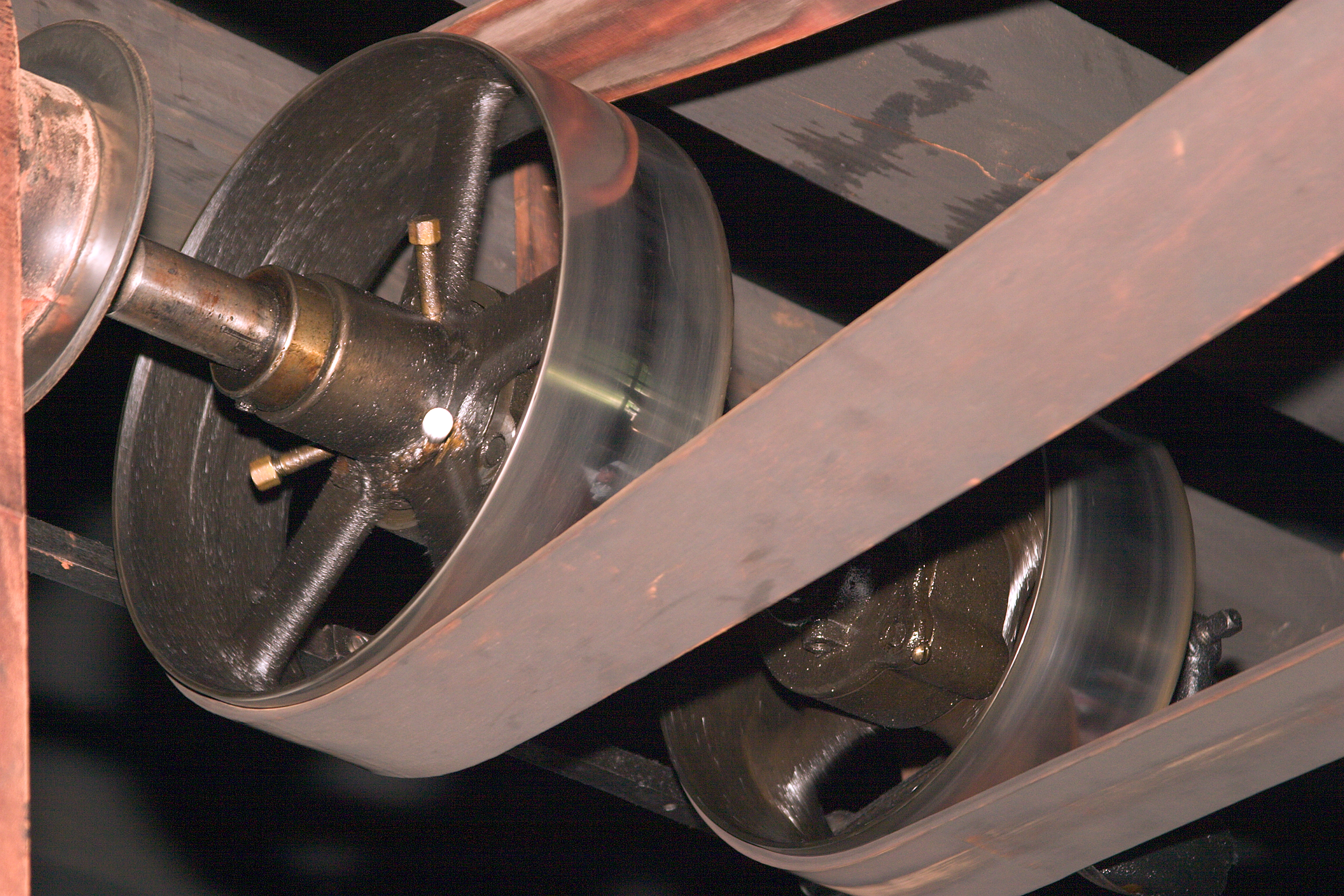
تسمهٔ تخت

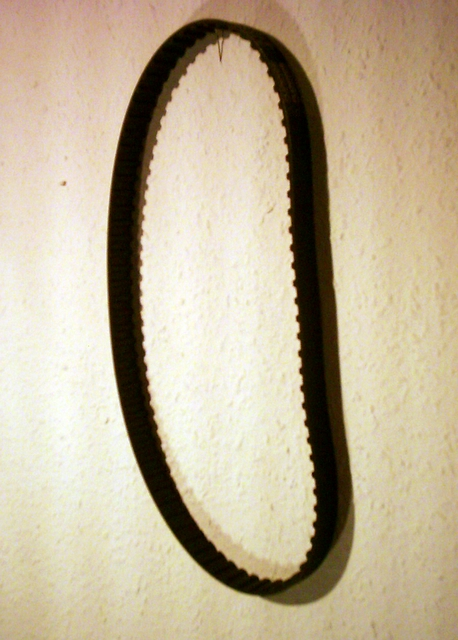
تسمه تایم

تسمه یک حلقه از ماده‌ای انعطاف‌پذیر است که برای ایجاد پیوند مکانیکی و انتقال انرژی بین دو یا چند شفت استفاده می‌شود. تسمه‌ها به دور پولی‌ها پیچیده حلقه می‌زنند. در یک سامانهٔ دارای دو پولی ممکن است هر دو پولی در یک جهت به گردش درآیند یا تسمه به صورت ضربدری باشد تا جهتشان مخالف گردد. به عنوان یک عامل حرکت، تسمه نقاله یکی از کاربردهای تسمه است که در آن از تسمه برای حمل بار بین دو نقطه استفاده می‌شود.
تسمه‌ها را معمولاً با یکاهای میلی‌متر یا اینچ اندازه‌گیری می‌کنند که در تسمه‌های میلی‌متری قطر خارجی و در تسمه‌های اینچی قطر داخلی ملاک اندازه‌گیری است.

#### انواع تسمه وی (V) شکل
معروفترین و پرکاربردترین نوع تسمه در صنعت، تسمه‌های وی شکل هستند. سه نوع تسمه وی شکل معروف وجود دارد: تسمه وی شکل کلاسیک (بر اساس ابعاد خود از A تا E دسته‌بندی می‌شوند)، سری تسمه‌های وی شکل نازک (بر اساس ابعاد خود به سه مدل ۳V, 5V, 8V دسته‌بندی می‌شوند) و تسمه‌های کاربری سبک کسری از نیرو برای کارهای سبک که بر اساس ابعاد به چهار سری ۲L, 3L, 4L ,5L تقسیم می‌شوند. تسمه‌های دنده‌دار همتای این تسمه‌ها با حرف X نمایش داده می‌شوند. برای مثال تسمه وی شکل دنده‌ای کلاسیک به صورت ۳VX. 5VX نمایش داده می‌شوند.